# Pușcași
Pușcași je rumunská obec v župě Vaslui, asi 50 km jižně od Jasů a nedaleko hranic s Moldavskem. Žije zde přibližně 3 500 obyvatel. Skládá se ze čtyř částí.

## Části obce
- Pușcași – 2 515 obyvatel
- Poiana lui Alexa – 289 obyvatel
- Teișoru – 540 obyvatel
- Valea Târgului – 157 obyvatel